# Château de Varey
Pour les articles homonymes, voir Varey.
Le château de Varey est un ancien château fort, du XIIe siècle restauré au XIXe siècle, centre de la seigneurie de Varey, qui se dresse à Saint-Jean-le-Vieux en France.
Le château fait l’objet d’une inscription partielle au titre des monuments historiques par arrêté du 21 mars 1983. Seules les façades et toitures sont inscrites.

## Localisation
Le château de Varey est situé sur la commune de Saint-Jean-le-Vieux, à un kilomètre au sud-sud-est du bourg, dans le département de l'Ain en région Auvergne-Rhône-Alpes.

## Historique
Cette très ancienne seigneurie est la possession en 1150 de Guerric, sires de Coligny et de Revermont, sous la suzeraineté des sires de Thoire. En 1188, Humbert de Thoire en fait aveu à Henri, roi des Romains.
Selon Samuel Guichenon, vers 1240, Varey passe des sires de Coligny aux comtes de Genève, par le mariage de Marie de Coligny, fille de Hugues de Coligny, sire de Coligny-le-Neuf, avec Rodolphe, comte de Genève.
Dans son testament le comte Amédée II de Genève désigne son fils Guillaume comme son successeur et précise que ces autres fils, Amédée et Hugues, hériteront des châteaux « de Varey, Mornex, Rumilly-sous-Cornillon, et Cornillon, pour le vidomnat des Bornes, pour les droits sur le marché de La Roche, et pour les terres et rentes qu'il possède en Vaud, le tout sous la condition qu'ils ne pourront aliéner ces châteaux et droits qu'en faveur des héritiers du comte »,.
En 1309, Amédée II de Genève baille en mariage la seigneurie à sa fille Jeanne de Genève, première femme de Guichard, seigneur de Beaujeu et de Dombes, puis elle est retirée pour être donnée à Hugues de Genève, chevalier, seigneur d'Anthon, son oncle, fils de Marie de Coligny.
Le château de Varey était alors un des plus considérables et des plus forts du Bugey. Édouard, comte de Savoie, tente vainement de s'en emparer de vive force, le 7 août 1325, lors de la bataille de Varey, et vit son armée battue et presque anéantie par Guigues V, dauphin de Viennois, accouru au secours de la place.
Reconnaissant du service que lui avait rendu le dauphin, Hugues de Genève se reconnait homme lige de ce dernier, et rend hommage du château de Varey, le 16 février 1334,, à son successeur Humbert II de Viennois. Le château, jugé d'importance par le Dauphin, est acheté contre une somme d'argent à Hugues de Genève.
Il est acquis, en 1349, avec l'ensemble du Dauphiné par le roi de France. Par le contrat d'échange, daté du 5 janvier, le roi Jean et son fils Charles, nouveau dauphin de Viennois, le cèdent avec son mandement au comte Amédée V de Savoie.
Le 3 mai 1410, par lettres datées à Thonon, le comte Amédée VII de Savoie l'inféode, en toute justice, à Boniface de Challant, chevalier, seigneur de Montbretton, maréchal de Savoie, qui le lègue par testament à son fils puiné, Amé de Challant, à l'origine de la branche des Challant, seigneurs de Varey.
Après le décès d'Étienne-Philibert de Challant, seigneur de Varey et du Saix, mort sans postérité, une partie de la seigneurie est judiciairement adjugée, le 28 mars 1556, par arrêt du Parlement de Chambéry à des marchands allemands, ses créanciers, que le duc Emmanuel-Philibert de Savoie désintéresse en 1560, pour remettre cette terre d'abord à Claude de Divonne, son écuyer, puis la donner, le 27 octobre 1563, à Prosper de Genève, seigneur de Lullins, et enfin l'inféoder de nouveau, le 15 octobre 1571, à Claude de l'Aubépin, neveu d'Étienne-Philibert de Challant.
Renée de l'Aubépin, fille de Claude, la porte en mariage à François d'Ugnie, seigneur de la Chaux, de la famille duquel elle passe, par voie d'alliance, à celle de Beaurepaire, qui en reprend le fief en 1644, 1656, 1665, 1675 et 1723.
Le 30 mars 1753, N. de Beaurepaire la vend, au prix de 206 000 livres, à Jean Dervieu, écuyer, seigneur du Villars, qui la transmet à ses descendants.
Le château de Varey, très endommagé en 1793, par les ordres d'Albitte, a été restauré, au milieu du XIXe siècle, par M. Fléchel, architecte. Il était en 1873 encore la possession de la famille Dervieu.
En 2023, il est proposé par la préfecture de l’Ain pour servir de logement temporaire à des migrants.

## Description
Au XXIe siècle, le château se présente comme une grande enceinte polygonale à flanquements circulaires.